# Viet Weekly
Viet Weekly là một tuần báo có trụ sở tại quận Cam, bang California (Hoa Kỳ). Tờ báo được thành lập với phiên bản báo in đầu tiên vào tháng 10 năm 2003. Hiện nay, Tổng Thư ký của Viet Weekly là nhà báo người Mỹ gốc Việt Etcetera Nguyễn. Ông đã có một số lần về trực tiếp Việt Nam để tác nghiệp báo chí.

## Hoạt động
Thành lập từ tháng 10 năm 2003, tuần báo Việt Weekly đưa tin theo khuynh hướng khách quan, tạo diễn đàn đa chiều cho nhiều khuynh hướng xã hội, chính trị khác nhau trên diễn đàn của Việt Weekly.
Năm 2006, nhân dịp sự kiện APEC diễn ra tại Việt Nam, Việt Weekly đã cử đoàn phóng viên về trong nước để tác nghiệp. Trong dịp này, Việt Weekly đã phỏng vấn cựu thủ tướng Võ Văn Kiệt và đưa hình ảnh ông Kiệt lên bìa báo.
Từ 2006 tới 2012, Việt Weekly đã nhiều lần cử đoàn phóng viên về nước để tham dự nhiều lễ hội, sự kiện ngoại giao được tổ chức tại Việt Nam, đưa nhiều tin tức  về hiện tình đất nước cho người dân ở hải ngoại được tường tận. Sự kiện đáng ghi nhận nhất trong năm 2012 là chuyến đi tác nghiệp báo chí ra đảo Trường Sa, cùng với các báo khác như Phố Bolsa TV và KBCHN, do Bộ Ngoại giao Việt Nam phối hợp cùng nhiều ban ngành, đưa đoàn kiều bào ra thăm và động viên các chiến sĩ Việt Nam đang canh giữ vùng biển đảo chủ quyền của Việt Nam.

## Biểu tình
Ngày 22 tháng 7 năm 2007, có cả ngàn người Mỹ gốc Việt ở Nam California đã tập trung tại Garden Grove vào chiều thứ Bảy để biểu tình phản đối tờ tuần báo Việt Weekly, mà họ cho là thân và làm lợi cho Cộng sản.
BBC cũng mô tả, những người biểu tình đã giương cờ vàng ba sọc đỏ, cờ sọc sao và biểu ngữ kêu gọi không mua, không đọc, không quảng cáo cho Việt Weekly.
Trước đó đã có các buổi họp để đấu tố tờ tuần báo này trong cộng đồng người Việt ở tiểu bang California.
Việt Weekly bác bỏ mọi cáo buộc. Trong mục Thư tòa soạn mới nhất, ban biên tập Việt Weekly viết họ chỉ thực hiện quyền tự do ngôn luận của mình. "Tin vào tự do ngôn luận là tin rằng ai ai cũng có quyền lên tiếng nói. Tin rằng con người có thể sống với nhau và chấp nhận sự khác biệt trong ôn hòa. Dùng ngôn ngữ, tư duy, trí tuệ để thuyết phục nhau, thay vì dùng bạo lực."
Việt Weekly đã đánh động sự chú ý của dư luận khi cho đăng các chủ đề thảo luận mà cộng đồng Việt tại Mỹ cho là "nhạy cảm" như về Hồ Chí Minh hay phe Quốc gia trong cuộc chiến tranh Việt Nam.

## Báo Điện tử Viet Weekly
Tại Thành phố Hồ Chí Minh, Tổng thư ký Việt Weekly đã tuyên bố: Việt Weekly sẽ đặt văn phòng hoạt động báo chí tại hai Hà Nội và Thành phố Hồ Chí Minh trong thời gian sớm nhất. Trong khi đang tiến hành thực hiện mọi thủ tục giấy tờ, điều kiện hoạt động theo đúng nguyên tắc.
Tên miền của báo điện tử Việt Weekly là vietweekly.com, với chủ trương mở rộng thông tin hai chiều từ Việt Nam tới Hoa Kỳ.